# Aphidius microlophii
Aphidius microlophii är en stekelart som beskrevs av Pennachio och Tremblay 1987. Aphidius microlophii ingår i släktet Aphidius och familjen bracksteklar. Inga underarter finns listade i Catalogue of Life.